# سلطان (فلم 1958)
سلطان هو فيلم مصري عرض عام 1958، بطولة فريد شوقي ورشدي أباظة ونادية لطفي وبرلنتي عبد الحميد، ومن إخراج نيازي مصطفى.

## قصة الفيلم
تدور أحداث الفيلم حول (سلطان) الطفل الفقير الذي يكبر ويصبح عسكري مراسلة عند أحد اللواءات الكبار، يتمتع بعطف (عصام) ضابط الشرطة ابن اللواء على عكس باقي أفراد البيت الذين يقسون عليه، يضطر لترك بيت اللواء لأن أمه مريضة، لكنها تتوفى ويتم اتهامه ظلمًا بالسرقة وبالتخلي عن الخدمة، فيعاقب بالطرد من الجيش والسجن، وعندما يفشل في إثبات براءته يتحول (سلطان) إلى طريق الإجرام ليدبر له القدر مواجهة غير مرغوب فيها بينه وبين الضابط (عصام) الذي طالما عطف عليه من قبل.

## طاقم التمثيل
- فريد شوقي: (سلطان)
- رشدي أباظة: (عصام)
- برلنتي عبد الحميد: (زكية الخادمة)
- نادية لطفي: (الصحفية خطيبة عصام)
- فاخر فاخر: (المعلم عواد)
- سميحة توفيق: (عشيقة زعيم الجبل)
- توفيق الدقن: (أبو سنة المكوجي)
- عبد الغني قمر: (الطبيب)
- عدلي كاسب: (اللواء - والد عصام)
- عزيزة حلمي: (زوجة اللواء)
- ناهد سمير: (والدة سلطان)
- رياض القصبجي: (الغفير - زوج والدة سلطان)
- حسن حامد: (الساعد الأيمن لزعيم الجبل)
- عبد الغني النجدي: (الريفي)
- محمد رضا: (مأمور القسم)
- أحمد لوكسر: (ضابط المباحث)
- عبد العزيز غنيم
- محسن حسنين: (من أفراد العصابة)
- بدر نوفل: (مخبر)
- محمود فرج: (زعيم الجبل)
- مطاوع عويس
- نبيل الزقزوقي: (سلطان طفلا)
- أحمد فرحات: (شقيق عصام الصغير)
- محمد رشدي: (غناء)
- سونيا عبد الوهاب: (غناء)

## فريق العمل
- إخراج: نيازي مصطفى
- قصة: جليل البنداري
- سيناريو: نيازي مصطفى، عبد الحي أديب
- حوار: السيد بدير
- مدير التصوير: ألفيزي أورفانيللي
- مونتاج: جلال مصطفى
- إنتاج: رمسيس نجيب
- توزيع: الشرق لتوزيع الأفلام
- تأليف الأغاني: فتحي قورة
- ألحان الأغاني: نجيب السلحدار